# Каракуль (город)
Караку́ль (узб. Qorako‘l / Қоракўл) — город, административный центр Каракульского района Бухарской области Узбекистана. Расположен в одноимённом оазисе.

## История
Название города в переводе с узбекского означает «чёрное озеро» (qora — чёрный, ko‘l — озеро). 
Тюркское название озера Каракуль в этом районе известно с начала VIII века.
Статус города присвоен в 1980 году (ранее — посёлок городского типа).

## География
Находится в 60 км от центра вилоята — города Бухара, в Каракульском оазисе в низовьях реки Зеравшан. Высота над уровнем моря — 190 метров.

## Население
Население города в 1975 году — 5600 человек, в 1991 году — 17 600 человек, в настоящее время — 20 162 человека.

## Промышленность
В Каракуле расположен хлопкоочистительный завод. Также в пустынной зоне Каракульского района начал работу крупнейший газоперерабатывающий Кандымский ГПК.

## Транспорт
В городе есть железнодорожная станция на линии Чарджоу — Каган. В 1994—1997 годах велось строительство троллейбусной системы. После снятия хокима (мэра) города она была отменена. Линия разобрана в начале 2000-х годов.

## Источник
- Каракуль — статья из Большой советской энциклопедии.